# 印度洋隆背鰩
印度洋隆背鰩（學名：Notoraja lira），為軟骨魚綱鰩目單鰭鰩科隆背鰩屬的一種，分布於西印度洋布羅肯海脊海域，深度可達1050公尺，本魚體盤寬度為體長的56.9%，尾長為體長的54.3%，椎間盤的背面大部分沒有真皮小齒，尾部中線有一排刺，尾部背外側有兩排不規則的刺，尾腹面裸露，上顎有齒列36列，下顎有齒列33列，體背淡藍色，背部和腹部有白色斑點，體長可達41.5公分，棲息在硬底質海域，為深海底棲性魚類，屬肉食性，卵生, 生活習性不明。